# Berthold Bartosch
Berthold Bartosch (29 de dezembro de 1893 — 13 de novembro de 1968) foi um cineasta e animador, nascido na Boêmia (República Checa).
Transferiu-se para Berlim em 1920 e colaborou com Lotte Reiniger em seus filmes de animação com silhuetas:
- O ornamento do coração afetuoso (1919)
- A Batalha de Skagerrak
- As Aventuras do Príncipe Achmed (1923-1926)[1]
- Dr. Dolittle (1928)

Em 1930 Bartosch mudou-se para Paris e criou o filme de 30 minutos A Ideia, pelo qual o animador é mais conhecido. Geralmente o filme é descrito como o primeiro trabalho em animação sério, poético e trágico. Os personagens e cenários foram desenhados em várias camadas de tipos diferentes de papel, do mais transparente até um tipo de cartão grosso. Efeitos especiais como halos, fumaça e neblina foram feitos com espuma espalhada em chapa de vidro e iluminados por trás. O filme foi baseado em um livro de recortes em madeira de Frans Masereel. A Ideia foi realizado com trilha sonora do compositor Arthur Honegger, incluindo um Ondes Martenot, o qual acredita-se ser o primeiro de um instrumento musical eletrônico na história do cinema.
De 1935 a 1939 Bartosch trabalhou em um filme pacifista, "St. Francis" ou "Pesadelos e Sonhos". Quando os nazistas invadiram Paris, ele depositou o filme na Cinemateca Francesa. O filme foi destruído durante a ocupação nazista, e sobreviveram apenas poucas imagens.
Em 1948, trabalhou durante um ano para a UNESCO em Paris sob direção de George Dunning, um animador canadense conhecido por seu trabalho no filme de animação Yellow Submarine, de 1968.